# Chrysochloris stuhlmanni
Chrysochloris stuhlmanni is een zoogdier uit de familie van de goudmollen (Chrysochloridae). De wetenschappelijke naam van de soort werd voor het eerst geldig gepubliceerd door Paul Matschie in 1894.

## Voorkomen
De soort komt voor in geïsoleerde populaties in Burundi, Kameroen, Congo-Kinshasa, Oeganda, Kenia, Rwanda en Tanzania.

## Ondersoorten
Deze goudmol heeft de volgende ondersoorten:
- Chrysochloris stuhlmanni stuhlmanni Paul Matschie, 1894 – komt voor in het Rwenzorigebergte, in noordoostelijk Congo-Kinshasa en westelijk Oeganda.
- Chrysochloris stuhlmanni balsaci (Lamotte & Petter, 1981) – komt alleen voor op Mount Oku, in Kameroen.
- Chrysochloris stuhlmanni fosteri (St. Leger, 1931) – komt voor op Mount Elgon in oostelijk Oeganda en Cherang'any Hills in Kenia.
- Chrysochloris stuhlmanni tropicalis (G.M. Allen & Loveridge, 1927) – komt voor in het Ulugurugebergte en Rungwe in Tanzania.
- Chrysochloris stuhlmanni vermiculus (Thomas, 1910) – alleen bekend in de buurt van Yambuya en Kisangani in noordelijk Congo-Kinshasa.